# 中国（珠海）国际打印耗材展览会
中国（珠海）国际打印耗材展览会（英語：RemaxAsia Expo）是一个国际性的以打印耗材行业为主的大型展览会，由中国国际贸易促进委员会珠海市分会和珠海再生时代文化传播有限公司主办。2007年起，每年在中国广东省珠海市举行。2010年9月26日，在第四届中国（珠海）国际打印耗材展览会开幕式上，中国计算机行业协会授予珠海市“打印耗材之都”牌匾，确立了珠海在全球打印耗材行业的地位与作用。

## 展出范围
展品包括墨盒、硒鼓、墨水、墨粉、芯片、感光鼓、磁辊及测试设备；喷墨纸、复印纸、热转印纸以及其它特种打印纸；与打印耗材行业相关的技术、信息、软件、IT 系统、培训、媒体等服务产品。

## 历届展会

### 第一届
2007年6月28-30日，在珠海南方软件园举行。

### 第二届
2008年6月19-21日，在珠海南方软件园举行。有180多家参展商和超过6000名参观观众。

### 第三届
2009年10月14-16日，在中国国际航空航天博览中心（以下简称“珠海航展馆”）举行。

### 第四届
2010年9月26-28日，在珠海航展馆举行。

### 第五届
2011年10月13-15日，在珠海航展馆举行。有422家参展商和超过10000名参观观众。

### 第六届
2012年9月24-26日，在珠海航展馆举行。

### 第七届
2013年10月16-19日，在珠海航展馆举行。

### 第八届
2014年10月16-18日，在珠海航展馆举行。

## 联合大会
2010、2011年，举办了两届全球打印耗材行业联合大会。

## 资料来源
1. ↑  . 2010年9月27日  [2012年5月14日]. （原始内容存档于2012年7月9日）.
2. ↑  . 2008年7月4日  [2012年5月4日]. （原始内容存档于2008年10月7日）.
3. ↑  . 2011年10月13日  [2012年5月4日]. （原始内容存档于2018年12月10日）.